# Al-Muttaqi

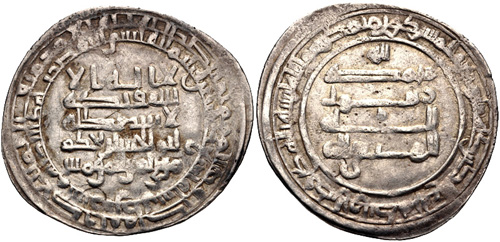
Dirham al-Muttaqis mit seinem Namen sowie dem des Oberemirs Badschkam.

Al-Muttaqi (arabisch أبو إسحاق إبراهيم بن جعفر المتقي لله, DMG Abū Isḥāq Ibrāhīm b. Ǧaʿfar al-Muttaqī li-llāh; † 968) war der einundzwanzigste Kalif der Abbasiden (940–944).
Al-Muttaqi war ein Sohn al-Muqtadirs und wurde als Nachfolger seines Bruders ar-Rādī (934–940) eingesetzt. Er war völlig machtlos den Auseinandersetzungen zwischen den türkischen und iranischen Militärführern ausgeliefert.
Wegen der zunehmenden Anarchie auf Grund der Kämpfe brachen immer wieder Unruhen und Hungersnöte in Bagdad aus. Die Situation spitzte sich so zu, dass al-Muttaqi nach Mossul floh und den Hamdaniden Nasir ad-Daula zum Regenten ernannte. Zwar besetzten die Hamdaniden 942 und 944 Bagdad, doch konnten sie sich nicht gegen die verschiedenen Militärführer der Söldnertruppen behaupten. Nachdem al-Muttaqi 944 erneut nach Mossul geflohen war, ließ er sich nach Bagdad zurücklocken, wo er am 12. Oktober 944 abgesetzt und geblendet wurde.
| Vorgänger | Amt                         | Nachfolger  |
| --------- | --------------------------- | ----------- |
| ar-Rādī   | Kalif der Abbasiden 940–944 | al-Mustakfī |

| Personendaten    | Personendaten                                               |
| ---------------- | ----------------------------------------------------------- |
| NAME             | Muttaqi, al-                                                |
| ALTERNATIVNAMEN  | Abu Ishaq Ibrahim ibn Dscha'far al-Muqtadir al-Muttaqi llah |
| KURZBESCHREIBUNG | Kalif der Abbasiden                                         |
| GEBURTSDATUM     | 10. Jahrhundert                                             |
| STERBEDATUM      | 968                                                         |